# رونالد هاپکینز
رونالد هاپکینز (انگلیسی: Ronald Hopkins; ۲۴ مهٔ ۱۸۹۷ – ۲۴ نوامبر ۱۹۹۰) فرد نظامی اهل استرالیا بود. وی همچنین برندهٔ جوایزی همچون نشان امپراتوری بریتانیا شده‌است.